# Edson Régis de Carvalho
Edson Régis de Carvalho (Timbaúba, 29 de abril de 1923 — Recife, 25 de julho de 1966) foi um jornalista, poeta e escritor brasileiro.

## Biografia
Era filho de Laurentino Tavares de Carvalho e Débora Régis de Carvalho. 
Foi uma das vítimas mortas no atentado terrorista a bomba no aeroporto da cidade de Recife, fato que ficou conhecido como Atentado do Aeroporto dos Guararapes. Ao falecer deixou esposa e seis filhos.

## Reconhecimento
Inaugurado na década de 1960, pelo governador de Pernambuco Nilo de Souza Coelho, o primeiro grupo escolar da cidade de Machados recebeu o nome de Grupo Escolar Edson Régis.

## Livros publicados
- O Deserto e os Números[1]
- As Condições Ambientes